# 農村建築研究会
農村建築研究会（のうそんけんちくけんきゅうかい、略称: 農建、英語: Society For Rural Architecture）は、日本の学術研究団体の一つ。

## 概要
1950年1月20日設立。学術研究団体としての種別は単独学会。
建築研究者、農村生活研究者、建築家、専技・改良普及員と、村づくりや生活改善･環境改善に取り組む現場の方々との研究交流、実践活動への支援の場として設立された。
国際活動として韓国農村建築学会との共催による研究交流（2017年：全羅北道茂朱郡、2018年:山形県飯舘村）、2019年11月には韓国全羅北道全州市にて研究交流会を開催した。また、日本建築学会の農村計画本委員会に農村建築アーカイブWGを設けた。

## 沿革
- 1950年 - 農村建築研究会設立。

## 刊行物

### 農村建築
- 誌名（和文）：農村建築
- 誌名（欧文）：Rural Architecture
- 創刊年：1951
- 資料種別：ジャーナル（査読付き論文を含まない）
- 使用言語：日本語のみ
- 発行形態：印刷体
- 著作権帰属先：著者
- クリエイティブコモンズ：定めていない
- 購読：有料